# رون فيريسل
رون فيريسل (بالإنجليزية: Ron Feiereisel)‏ مواليد 06 أغسطس 1931 - الوفاة 28 يناير 2000، كان مدرب كرة سلة أمريكي ولاعب. بدأ مسيرته الاحترافية في سنة 1955. تم اختياره من قبل فريق لوس أنجلوس ليكرز خلال الدرافت. حمل الرقم 22. بلغ طوله 6 قدم 3 بوصة (1.9 م). اعتزل اللعب في 1956.

## روابط خارجية
- رون فيريسل على موقع إن بي أي (الإنجليزية)
- رون فيريسل على موقع سبورتس رفرنس (الإنجليزية)
- رون فيريسل على موقع كلية كرة السلة في سبورتس رفرنس.كوم (الإنجليزية)
- رون فيريسل على موقع ريلجم (الإنجليزية)
- رون فيريسل على موقع بروبوليرز (الإنجليزية)
- رون فيريسل على موقع كلية كرة السلة في سبورتس رفرنس.كوم (الإنجليزية)